# David Skaggs
David Evans Skaggs (ur. 22 lutego 1943) – amerykański polityk, członek Partii Demokratycznej. W latach 1987–1999 był przedstawicielem drugiego okręgu wyborczego w stanie Kolorado w Izbie Reprezentantów Stanów Zjednoczonych.